# Andino Sport Club
Andino Sport Club (ASC o Andino SC) es una entidad deportiva argentina con sede en el barrio Matadero de la ciudad de La Rioja, capital de la provincia homónima. Participó en el Torneo Argentino B del fútbol argentino en el 2012, donde fue invitado por la Asociación del Fútbol Argentino. A partir de la temporada 2014 fue invitado al nuevo torneo Federal A pero, habiendo quedado último en su zona, perdió la chance de ascender a la B Nacional. 
Fue fundado el 20 de agosto de 1946, cuando nació la consideración institucional socio-deportiva de esta entidad que llevó por nombre Andino Sport Club, se formó entre quienes trabajaban o conformaban el entorno de vecinos, del entonces Hospital Regional Andino.
Entre sus principales actividades se encuentran el fútbol y el básquetbol. Si bien es uno de los equipos más ganadores en el fútbol de la Liga Riojana, también se destaca en el básquetbol: en Andino debutó Emanuel Ginóbili por primera vez en la Liga Nacional de Básquet, en el año 1995. Compone el Clásico Riojano con Club Atlético Américo Tesorieri.

## Historia

### Origen y fundación
Durante el año 1940 un grupo de funcionarios y empleados del hospital Presidente Plaza se les ocurrió formar un equipo de fútbol, con la intención de participar del campeonato que organizaba la Liga Riojana.
Durante la década de los 40, los médicos provenientes de Rosario, muchos de ellos simpatizantes de Newell’s Old Boys, llegaron a la Ciudad de La Rioja, y por esa razón eligieron los colores rojo y negro, además del escudo similar al equipo santafesino. Las reuniones se realizaban en el domicilio de uno de los integrantes llamado Silvano Contreras.
La primera comisión directiva quedó conformada por el entonces director del hospital Dr. Díaz Balaguer (Presidente). Emilio Campazzo (Secretario), y el contador Primo Bazán Mendoza (Tesorero), ese mismo año le conceden la Personería Jurídica, y participa en los torneos regionales hasta el año 1944, cuando es desafiliado a causa de llegar tarde en tres oportunidades al inicio de los partidos. 
El último partido en que llegó tarde y le correspondió la sanción, Andino tenía que jugar frente al club Alberdi, donde su presidente era el señor Amador Carrizo, quien no permitió que se jugara el partido. Años después, Amador Carrizo sería uno de los Presidentes más ganadores que tuvo el club.
Las tardanzas se debían a que resultaba difícil juntar a todos los jugadores, ya que muchos de ellos eran médicos que estaban trabajando o algún jugador estaba enfermo y no estaba en condiciones de jugar. Tal fue la situación, que en sus inicios los integrantes del club paraban en la estación de trenes, buscando a alguien que supiera jugar fútbol.
Formación del Regional Andino: 
Parados: Ramón “Coto” Quinteros, Neri “Camacho” Herrera, Daniel “Chorizo” Molina, Daniel “El Viejo” Vargas, Tomas “Chilicote” Romero, Oscar “Playa” Bazán, Manuel Vera, Turín Carrizo, Darío “Poroto” Flores, y “Negro Paisique”. 
Hincados: Fernando “Ñato” Romero, “Polo” Oliva, “Pancho” Quintero, "Camionero" Juan Romero y Martín “Cucaracha” Bazán.

### Tiempo en Primera
Participó un año en la Primera División argentina en 1983. Durante esa época todavía se jugaban los "Campeonatos Nacionales", y en esa edición se dividían ocho grupos con cuatro equipos en cada uno. En el grupo de Andino (la Zona "G") estaban: River Plate, Loma Negra de Olavarría y Nueva Chicago. Se disputaban dos partidos contra cada rival (ida y vuelta).
Andino perdió cinco de los seis partidos disputados, cerrando su campaña con un mal desempeño por parte del club.

#### Victoria histórica sobre River Plate
En su efímero paso por el campeonato nacional, Andino Sport Club marcó uno de sus eventos más recordados para su provincia y sus hinchas. Se trató de la victoria por 2 a 1 frente al River Plate, equipo de la ciudad de Buenos Aires
El partido se disputó en el Estadio de Vargas, el 30 de marzo de 1983. Aquel día el estadio estaba repleto (10.000 personas, el máximo de su capacidad). Muchos hinchas del tripero se acercaron a ver a su equipo, sumado a las grandes cantidades de riojanos (de la ciudad y del interior) que se acercaron para ver un partido sin precedentes hasta entonces en La Rioja.
Aquella noche, los goles del catamarqueño Félix "Quirquincho" Echeverría y de Manuel Camilo "Toto" Gaitán, le dieron a Andino el histórico triunfo sobre un River -descontó Oscar Trossero-, lleno de grandes actuacoones como las de "Mostaza" Merlo, el "Tolo" Gallego", el "Chino" Tapia, Julio Olarticoechea, el citado Trossero, el uruguayo Alberto Bica, etc. 
La recaudación por venta de entradas fue de $ 1.819.330.000 (casi dos mil millones de pesos, de esa época).
Andino Sport Club: Raúl Juárez, Ramón Díaz, Fernando "Fito" Mercado, Mario Cuello y Juan Domingo Pereyra; Daniel Cortez, Alfredo Mercado y Víctor Palomba, Oscar Vaporaki, Manuel "Toto" Gaitán y Félix Echeverría (Reynoso). DT: Pedro "Pocho" Oliva. 
River Plate: Gabriel Puentedura, Olarticoechea, José Giúdice, Enrique Nieto y Jorge García; Marcelo Mesina (José Luis Zutión), Reinaldo Merlo (Américo Gallego) y Carlos Daniel Tapia; Alberto Bica, Oscar Trossero y Roque Erba. DT: José Varacka. 
Goles: 21` Félix Echeverría (A), 35` Oscar Víctor Trossero (RP) y 45` Manuel "Toto" Gaitán (A).

### Actualidad
Torneo Regional Amateur 2021/22: perdió por penales 2a. Fase Eliminatoria Zona Centro, con San Francisco.

## Rivalidades
Su clásico rival es el Club Atlético Defensores de La Boca. Mientras que posee una rivalidad muy fuerte con el Club Atlético Américo Tesorieri, debido a que actualmente son los máximos campeones de la Liga Riojana, habiendo ganado ambos la mayoría de los campeonatos de los últimos 25 años, y porque ambos han representado a la Provincia de La Rioja en el Torneo Federal A en 2015, dando origen al clásico enfrentamiento, denominado: "clásico riojano".

## Jugadores

### Plantel 2021
- Actualizado el 19 de Mayo de 2022

## Palmarés
- Liga Riojana de Fútbol: 18 (1953, 1977, 1978, 1979, 1982, 1987, 2000, 2001, 2002, 2003, 2009, 2012, 2013, 2015, 2017, 2018, 2019, 2021)
- Copa Centenario de la LRF: 1 (2019)

- Regionales: Torneo Regional 1983 (Ascendió al Nacional 1983)

## Básquetbol
Andino Sport Club también es conocido a nivel nacional por su equipo de básquetbol, que a mediados de los años 90 participó en la Liga Nacional de Básquet, teniendo actuaciones notables. En total, ha jugado 9 temporadas en la máxima división del básquet nacional.
Ha sido la casa de jugadores reconocidos del básquet argentino, como por ejemplo, Emanuel Ginóbili. Aquí debutó en la LNB, el 29 de septiembre de 1995 frente a Peñarol de Mar del Plata. Esa temporada fue nombrado el mejor debutante de la Liga Nacional.

### Jugadores Históricos

#### Básquetbol
- Emanuel Ginóbili - debutó profesionalmente en Andino, siendo elogiado a nivel nacional por sus destacadas actuaciones.
- Daniel Farabello - récord de robos (177) en la historia de la LNB (temporada 1995/96).[6]
- Gustavo Roque Fernández - autor de uno de los 7 triples dobles que se lograron en la historia de la LNB.
- Mark Davis.
- Hernán Jasen.
- Eric Johnson.
- Tariq Kirksay.
- Darren Morningstar.
- Kenny Simpson.
- Brian Shorter.

#### Fútbol
Jugadores Destacados
- Alcides Píccoli
- Diego Luque